# Utricularia bremii
Utricularia bremii  es una pequeña, planta carnívora, suspendida o fija acuática que pertenece al género Utricularia, de la  familia Lentibulariaceae. Et una planta perenne que fue nomnrada en honor de Jacob Bremi. Su distribución incluye a Europa central y oeste.
No alcanza más de 15 centímetros de altura.